# الفریدا آندره
الفریدا آندره (انگلیسی: Elfrida Andrée; ۱۹ فوریهٔ ۱۸۴۱ – ۱۱ ژانویهٔ ۱۹۲۹) نوازنده، رهبر ارکستر، و آهنگساز اهل سوئد بود. او نخستین زن ارگ‌نواز کلیسای جامع اروپا و اولین تلگرافیست زن سوئد نیز بود.
آندره متولد ویزبه فرزند دکتر آندریاس آندره بود.
او از شاگردان لودویگ نورمن و نیلز ویلهلم گید بود. خواهرش فردریکا استن‌همار (آندره سابق) نیز خواننده بود. او که از فعالان جنبش زنان سوئد بود، یکی از اولین ارگ‌نوازهای زن بود که به‌طور رسمی در اسکاندیناوی به این رتبه رسید. او کار خود را در سال ۱۸۶۱ در استکهلم آغاز کرد و در سال ۱۸۶۷ به عنوان نوازنده ارگ در کلیسای جامع گوتنبرگ مشغول به کار شد. برای خدماتش، او به عضویت فرهنگستان موسیقی سلطنتی سوئد انتخاب شد. او در گوتنبرگ درگذشت.
دو سمفونی ارگ آندره هنوز در حال پخش است. از دیگر ساخته‌های او می‌توان به حماسه اپرای Fritiofs (۱۸۹۹، لیبرتو توسط سلما لاگرلوف)، چندین اثر برای ارکستر از جمله دو سمفونی، یک کوارتت پیانو در یک مینور (۱۸۷۰) و یک کوئنتت پیانو در ای مینور (منتشر شده در ۱۸۶۵)، یک تریو پیانو اشاره کرد. در جی مینور (۱۸۸۷) (و دیگری پس از مرگ در سی مینور منتشر شد)، یک کوارتت زهی در د مینور از ۱۸۶۱ و دیگری در ال ماژور، قطعاتی برای ویولن (شامل سونات در ای فلت و بی فلت ماژور) و برای پیانو، دو سوئدی توده‌ها، یک تصنیف کرال 1879 "Snöfrid" و lieder. از الفریدا آندره اغلب به عنوان یکی از پیشگامان زن یاد می‌شود. او به دو تغییر در قانون کمک کرد که این امکان را برای زنان فراهم آورد تا پست‌هایی مانند اعضای دیگر گروه خود را داشته باشند و به عنوان تلگرافیست کار کنند. آندره همچنین یک آهنگساز و رهبر ارکستر پیشگام در نظر گرفته می‌شود که علیرغم ناملایمات به دلیل جنسیتی خود، یک تجارت و کارنامه موسیقی ایجاد کرد. او یکی از اولین کارهای خود را در سن ۲۴ سالگی ساخت، یک کوئنتت پیانو در ای مینور، که «او را در میان نخبگان آهنگساز سوئدی قرار داد».
در سال ۱۸۷۹ به عضویت آکادمی سلطنتی موسیقی درآمد و در سال ۱۹۲۱ به عضویت انجمن آهنگسازان سوئد انتخاب شد. خواهر الفریدا آندره فردریکا استنهمار (آندرهٔ سابق) و خواهرزاده السا استن‌هامار نیز از نوازندگان برجسته بودند.